# Cobbel
Cobbel ist eine Ortschaft und ein Ortsteil der Stadt Tangerhütte im Süden des Landkreises Stendal in Sachsen-Anhalt.

## Geographie
Cobbel, ein Straßendorf mit Kirche, liegt sechs Kilometer südöstlich von Tangerhütte und etwa 25 km südlich der Kreisstadt Stendal im Südosten der Altmark. Er ist landwirtschaftlich, insbesondere durch den Spargelanbau geprägt.
Nachbarorte sind Mahlwinkel mit dem ehemaligen Militärflugplatzgelände im Westen, Birkholz im Nordwesten, Scheeren im Norden, Polte im Osten, Ringfurth und Sandfurth im Südosten und Uetz im Süden.

## Geschichte

### Mittelalter bis Neuzeit

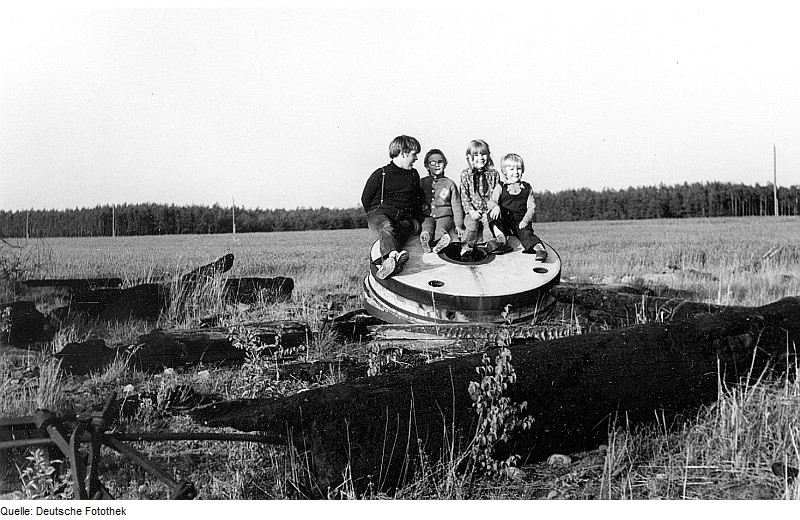
Kammrad der Mühle in Cobbel (1974)

Die erste urkundliche Erwähnung von Cobbel erfolgte 1285 in einer Schenkungsurkunde bereits unter dem heutigen Ortsnamen, als die Markgrafen Otto IV. und Konrad von Brandenburg drei Hufen in Colbitz und ein Pfund Pfennige zu Cobbel dem Kloster Wolmirstedt übereigneten.
Im Landbuch der Mark Brandenburg von 1375 wurde berichtet, dass Cobbel eine Fläche von 24 Hufen umfasste und dass von sieben Kossatenhöfen nur einer bewirtschaftet war. 1448 gehörte der Ort zum Schloss Angern. Dem Dreißigjährigen Krieg fiel das Dorf vollständig zum Opfer, sodass es kurzzeitig zu einer Wüstung wurde. Von 1691 bis 1785 gehörte Cobbel zum Besitz des Freiherrn von der Schulenburg auf Kehnert. Zu der Zeit hatte umfasste Cobbel etwa 3700 Morgen an Ländereien. Durch einen Großbrand wurden Dorf und Kirche am 26. und 27. Mai 1824 völlig zerstört. Die Magdeburgische Feuersozietät zahlte im Jahre 1826 zur Schadensbehebung 475 Reichstaler. Die Gemeinde hatte am rechten Elbufer Wiesen in Erbpacht und musste, um das Futter über die Elbe bringen zu können, die herrschaftliche Fähre bei Sandfurt im Stande erhalten. Sie hieß daher auch Cobbelsche Fähre.
Aus der Heimatgeschichte der umliegenden Gemeinden erfährt man, dass Spargel schon zur Zeit der napoleonischen Besetzung am Anfang des 19. Jahrhunderts von den Franzosen eingeführt und angebaut wurde. Der lockere und sandige Boden der Umgegend bot hierfür hervorragende Bedingungen. Traditionelle Feldfrüchte wie Kartoffeln, Getreide und Rüben brachten dagegen nur mäßigen Ertrag. Viele Landwirte betrieben darum den Spargelanbau sehr intensiv – so bis heute in Cobbel. Der Spargelanbau ist bis in die jüngste Zeit eine mühselige und körperlich anstrengende Arbeit geblieben. Erleichterung schaffte die Entwicklung der sogenannten Spargelspinne, mit der die Erde um die Spargelpflanzen angehäuft wurde. Dieses Gerät wurde in Cobbel entwickelt und lange eingesetzt, bis es modernere Maschinen ablösten.
Am 8. Februar 1930 wurde die Schreibweise der Landgemeinde Cobbel „von Landespolizeiwegen festgestellt“. Vorher war auch die Schreibweise Kobbel üblich.

### Frühere Erwähnungen
Friedrich Hermann Otto Danneil schrieb 1896, der Ort sei schon in einem Güterverzeichnis der Abtei in Corvey aus den Jahren 1053–1071 belegt. Der Geschichtsschreiber Johann Friedrich Falcke hatte 1752 ein angebliches Register des Abtes Saracho über den Grundbesitz des Stiftes Corvey veröffentlicht, wobei im erfundenen Pagus Mosidi der Ort Cobbelici genannt wurde. Im Jahre 1861 deckte Wilhelm Spancken dieses Register von Johann Friedrich Falcke als eine Fälschung auf.
Ferner meinte Danneil das Gebiet gehörte 1136 zum Zisterzienserkloster Mariental.

### Herkunft des Ortsnamens
Aleksander Brückner deutet die Silbe „kob-“ aus den Namen Cobbel, 1522 czobel und 1568 cobbel als altslawisch „kob“ für Wahrsagung, „kobylҌ“ für „Stute“ oder „kovałҌ“ für „Schmied“.

### Eingemeindungen
Cobbel gehörte früher zum dritten Distrikt im Magdeburgischen Holzkreis im Norden des Herzogtums Magdeburg. 1816 kam es zum Kreis Wolmirstedt in der preußischen Provinz Sachsen.
Der auf der östlichen Elbseite östlich von Sandfurth liegende Cobbelsche Werder wurde 1912 aus dem Gemeindebezirk Cobbel abgetrennt und mit dem Gemeindebezirk Parchau vereinigt.
Am 25. Juli 1952 kam die Gemeinde Cobbel im Rahmen einer Verwaltungsreform zum Kreis Tangerhütte. Nach dessen Auflösung gehörte sie ab 1. Januar 1988 zum Kreis Stendal und schließlich ab 1. Juli 1994 zum heutigen Landkreis Stendal.
In einem Gebietsänderungsvertrag zwischen der Stadt Tangerhütte und allen Mitgliedsgemeinden der Verwaltungsgemeinschaft Tangerhütte-Land wurde deren Eingemeindung nach Tangerhütte geregelt. Dem Vertrag stimmte der Gemeinderat Cobbel am 20. Mai 2010 zu. Er wurde vom Landkreis als unterer Kommunalaufsichtsbehörde genehmigt und die Eingemeindung trat am 31. Mai 2010 in Kraft.

### Einwohnerentwicklung

#### Gemeinde
| Jahr | Einwohner |
| ---- | --------- |
| 1680 | [0]09     |
| 1772 | [00]266   |
| 1782 | [00]290   |
| 1818 | [00]293   |
| 1842 | [00]332   |
| 1864 | [0]465    |
| 1867 | 455       |
| 1871 | 467       |
| 1885 | 419       |
| 1890 | [0]416    |
| 1905 | 409       |
| 1925 | 428       |
| 1933 | 436       |
| 1939 | 420       |
| 1946 | 610       |

| Jahr | Einwohner |
| ---- | --------- |
| 1964 | 404       |
| 1971 | 380       |
| 1981 | 337       |
| 1985 | 329       |
| 1990 | 322       |
| 1995 | 317       |
| 1998 | 315       |
| 2000 | 293       |
| 2002 | 295       |
| 2004 | 274       |
| 2006 | 268       |
| 2007 | 262       |
| 2008 | 255       |
| 2009 | 245       |

Quelle, wenn nicht angegeben: 1867 bis 1946 Unterlagen der Volkszählung

#### Ortsteil
| Jahr | Einwohner |
| ---- | --------- |
| 2013 | [00]223   |
| 2014 | [00]220   |
| 2018 | [00]201   |
| 2019 | [00]202   |
| 2020 | [00]205   |
| 2021 | [00]205   |
| 2022 | [0]205    |
| 2023 | [0]205    |

## Religion
- Die evangelische Kirchengemeinde Cobbel gehörte früher zur Pfarrei Cobbel bei Mahlwinkel.[24] Sie wird heute betreut vom Pfarrbereich Tangerhütte im Kirchenkreis Stendal im Bischofssprengel Magdeburg der Evangelischen Kirche in Mitteldeutschland.[25] Die ältesten überlieferten Kirchenbücher für Cobbel stammen aus dem Jahre 1706.[26]
- Die katholischen Christen gehören zur Pfarrei St. Anna in Stendal im Dekanat Stendal im Bistum Magdeburg.[27]

## Politik

### Ortsbürgermeisterin
Ortsbürgermeisterin der Ortschaft Cobbel ist seit Juli 2024 Carmen Kalkofen.
Ihre Vorgängerin war Maria Just.
Karl-Heinz Papenbroock, letzter Bürgermeister der Gemeinde Cobbel, wirkte bis Ende April 2015 als Ortschaftsbürgermeister.

### Ortschaftsrat
Bei der Ortschaftsratswahl am 9. Juni 2024 stellten sich 4 Einzelbewerber zur Wahl für die 5 Sitze im Rat.
Gewählt wurden drei Frauen und ein Mann. Von 170 Wahlberechtigten hatten 118 ihre Stimme abgegeben, die Wahlbeteiligung betrug damit 69,41 Prozent.

### Wappen
Blasonierung: „Geteilt von Grün über Silber, oben eine silberne Spargelspinne (Gerät zur Bodenbearbeitung) mit schwarzer Kette, unten waagerecht untereinander vier grüne Spargelstangen mit nach links zeigenden Köpfen.“
Cobbel besaß bis 2001 kein offiziell genehmigtes Wappen und hatte mehrere Selbstversuche zur Gestaltung des Ortswappens unternommen, die von der Landesregierung abgelehnt wurden.
Es war Beschluss des Gemeinderates Cobbel, die Spargelspinne sowie vier Spargelstangen als Wappensymbolik in das Gemeindewappen aufzunehmen. Die heraldische Umsetzung und Einbringung ins Genehmigungsverfahren erfolgte durch den Magdeburger Kommunalheraldiker Jörg Mantzsch.
Die Ortsfarben sind Silber (Weiß) - Grün.

### Flagge
Die Flagge der ehemaligen Gemeinde Cobbel war weiß - grün gestreift (Hissflagge: Streifen senkrecht, Querflagge: Streifen waagerecht verlaufend) mit dem aufgelegten Wappen der Gemeinde.

## Kultur und Sehenswürdigkeiten
- Die heutige, 1829 erbaute, evangelische Dorfkirche Kobbel ist durch Lisenen und Gesimse gegliedert.[33] 1901 wurde ein verschieferter Dachreiter aufgesetzt. 1966 ist das Kircheninnere restauriert worden. Es ist schlicht und einfach gehalten.[34]
- Das Kriegerdenkmal Cobbel für die Gefallenen des Ersten und Zweiten Weltkrieges besteht aus einer aufgerichtete Granitplatte auf einem Feldsteinpodest mit Namenstafel gekrönt von einem Adler.[35]

## Wirtschaft und Infrastruktur
Es verkehren Linienbusse und Rufbusse der Regionalverkehrsbetriebe Westsachsen (RVW) unter dem Markennamen stendalbus.

## Pferdeschutz- und Gnadenhof
Die Interessengemeinschaft Freizeit mit Pferden und Pferdeschutz e. V. betreibt in Cobbel einen Pferdehof. Der Hof nimmt Pferde auf, welche in Not geraten, misshandelt, im Sport überfordert oder auf dem Weg zum Schlachter waren. Der Offenstall besitzt vier Tore, von denen immer zwei je nach Wetterlage bzw. Windeinfall geöffnet sind. Zurzeit leben dort 15 Pferde unterschiedlichster Rassen. Durch artgerechte Pferdehaltung und pferdegerechten Umgangverhaltens werden gestörte, traumatisierte Pferde umgänglich gemacht. Alte Pferde können dort ihren Lebensabend verbringen.

## Persönlichkeiten
1733 wurde der Theologe und Schriftsteller Friedrich Ernst Vorberg (1733–1808) in Cobbel geboren.